# Françoise Mallet-Joris
Françoise Mallet-Joris är en pseudonym för Françoise Lilar, född 6 juli 1930 i Antwerpen, död 13 augusti 2016 i Bry-sur-Marne strax utanför Paris, som var en belgisk författare.

## Biografi
Mallet-Joris är dotter till författaren Suzanne Lilar och Belgiens justitie- och statsminister Albert Lilar och tillbringade två år i Amerika innan hon kom till Paris för studier på universitet i Sorbonne. Hon bodde (2013) i Paris och Bryssel.
Mallet-Joris var en flitig författare som var medlem i Prix Femina-kommittén 1969–1971 då hon valdes in till Académie Goncourt.
Mallet-Joris började sin litterära karriär tidigt med publiceringen av Le Rempart des Beguines 1951. Handlingen är förlagd till en stad som liknar Mallet-Joris' födelsestad Antwerpen och behandlar teman som socialklass och lesbianism. Hon följde sitt första arbete med en uppföljare 1955 med titeln La chambre rouge, där hon fortsatte sin behandling av sociala klasskillnader och seder i Belgien. Hennes romaner handlar mycket om kärlekskonflikter mot en borgerlig bakgrund.

## Litterära utmärkelser
Mallet-Joris vann Prix des bibliothécaires 1958 för Les mensonges, Prix Femina 1958 för L'empire Céleste (som kan översättas med "Himmelska riket", en ironisk titel) och Prix Monaco 1964 för sin biografi om Marie Mancini.

## Böcker på svenska
- Lögnerna (översättning Saga och Claes Gripenberg, Bonnier, 1959) (Les mensonges, 1956)
- Café Céleste (översättning Margareta Ångström, Bonnier, 1961) (L'empire Céleste, 1958)

## Utmärkelser
- Prix des libraires,  1957
- Prix Femina, för L'Empire céleste,  1958
- Prix littéraire Prince Pierre,  1965
- Riddare av Leopoldsorden

[Redigera Wikidata]